# Paul de Ladmirault

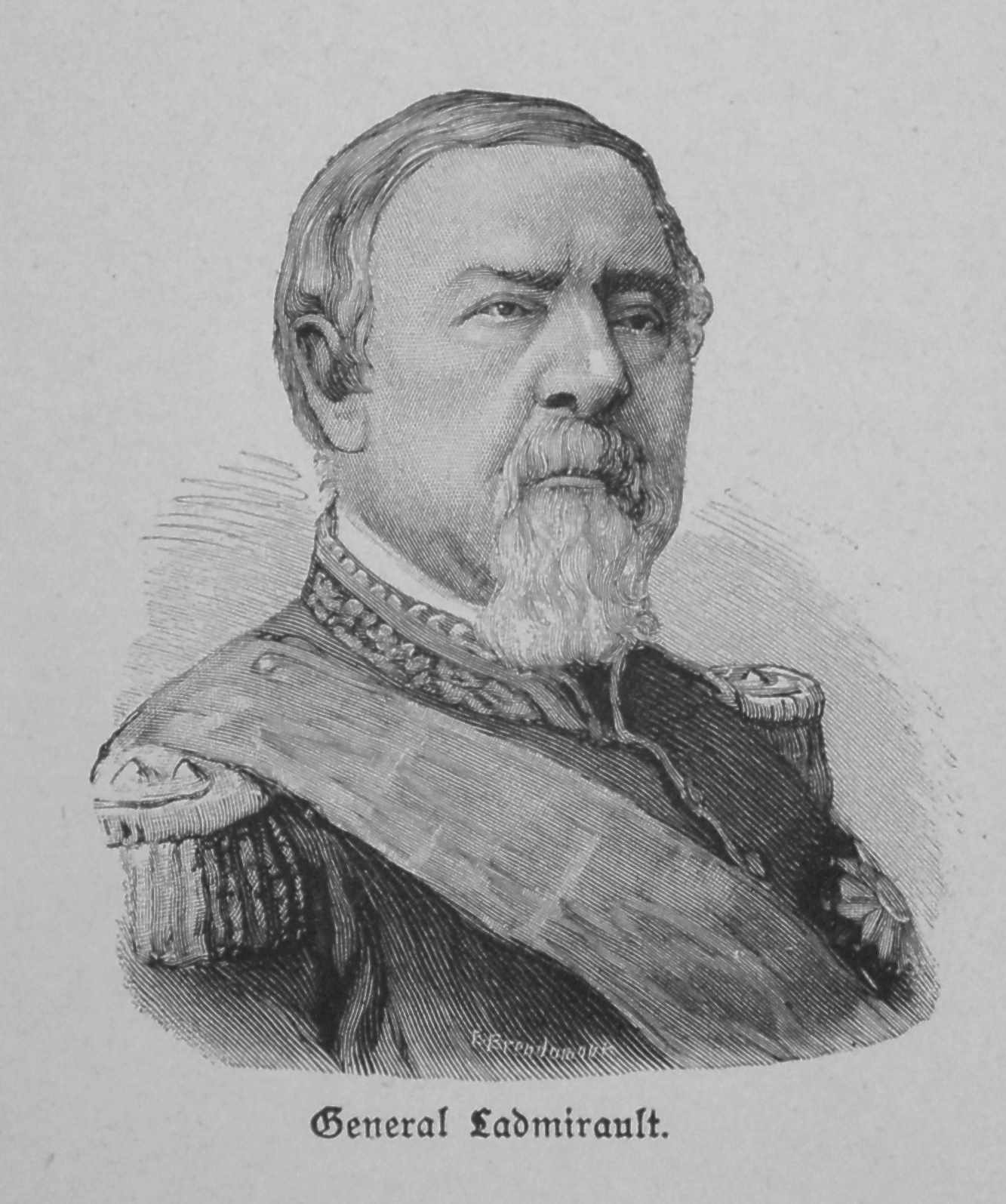
Paul de Ladmirault

Louis René Paul de Ladmirault, född 17 februari 1808, död 1 februari 1898, var en fransk militär.
Ladmirault blev officer vid infanteriet 1829, överste 1844, brigadgeneral 1848, divisionsgeneral 1853 och erhöll avsked 1878. Han tjänstgjorde 1832–53 i Afrika, deltog som fördelningschef i 1859 års krig där han sårades svårt i slaget vid Solferino. År 1867 blev han chef för 2:a och 1870 för 4:e armékåren, med vilken han blev krigsfånge vid Metz. Han erhöll efter krigets slut befälet över Versaillesarméns 1:a kår, trängde in i Paris och besegrade kommunarderna. Åren 1871–78 var Ladmirault militärguvernör i Paris, 1876–91 senator.